# Physetopoda lucasii pseudobimaculata
Physetopoda lucasii pseudobimaculata é uma subespécie de insetos himenópteros, mais especificamente de vespas pertencente à família Mutillidae.
A autoridade científica da subespécie é Suarez, tendo sido descrita no ano de 1959.
Trata-se de uma subespécie presente no território português.